# 孙绳武 (翻译家)
孙绳武（1917年—2014年6月9日），男，笔名朱筓、孙玮，河南偃师人，中国翻译家。毕业于西北联合大学（今西北大学）商学系、延安抗日军政大学。中国共产党党员。

## 生平
孙绳武出生在河南省偃师市。
1936年，孙绳武参加革命。
孙绳武毕业于西北联合大学，主修俄文（1942年）、延安抗日军政大学（1938年）。
1947年，孙绳武转入苏联驻华大使馆文化处工作。
1949年，孙绳武到苏联背景的时代出版社工作。
1953年，孙绳武在人民文学出版社工作，总编室副主任、外国文学编辑室主任、副总编辑（1978年），1987年4月退休。
1960年，孙绳武加入中国共产党。
2014年6月9日在北京市去世。

## 作品
- 《高尔基传》
- 《莱蒙托夫传》
- 《普希金传》
- 《列夫·托尔斯泰传》
- 《谈诗的技巧》（伊隆科夫斯基）
- 《芦笛集》
- 《巴努斯诗选》
- 《俄国文学史》（合译者蒋路合）

## 奖项
- 第四届中国韬奋出版奖
- 1996年，第一届鲁迅文学奖之全国优秀文学彩虹翻译奖。
- 2004年，中国翻译协会“资深翻译家”荣誉称号。